# Zapper: One Wicked Cricket
Zapper: One Wicked Cricket (även känd som Zapper) är ett plattformsspel för Xbox, GameCube, PlayStation 2, Game Boy Advance och PC. Spelet utvecklades av Blitz Games och publicerades av Infogrames. Zapper släpptes i Nordamerika 2002 och 2003 i Europa. Den 17 november 2008 blev Zapper tillgänglig på Xbox Live som en del av Xbox Originals sortiment.